# Uraria lacei
Uraria lacei är en ärtväxtart som beskrevs av William Grant Craib. Uraria lacei ingår i släktet Uraria och familjen ärtväxter. Inga underarter finns listade i Catalogue of Life.